# 谷口祐子
谷口 祐子（たにぐち ゆうこ、1966年12月13日 - ）は、東京都出身の元札幌テレビ放送（STV）アナウンサー。立教大学文学部教育学科卒業後、1989年入社。身長162cm。現在、北九州在住。

## 略歴
大学時代は放送研究会に所属し、東京六大学野球リーグ戦のアナウンスを担当していた。当時の選手には長嶋一茂らがいた。
2000年にドライビングパートナー・STVホットラインで日本民間放送連盟のラジオ報道番組部門で優秀賞を受賞。2005年、第26回NNSアナウンス大賞ラジオ部門大賞を受賞。
2010年8月23日放送分から、『ぞっこん!ほっかいどう情熱市場』という通販コーナー担当で事実上どさんこワイドに復帰していたが、2011年3月28日からの新体制移行に伴い同番組へ正式に復帰。
2013年3月末をもって退社。
2021年10月7日放送『どさんこワイド179初代&現役キャスター勢ぞろい!30周年スペシャル生放送』に8年半ぶりにテレビ生出演。

## 出演
下記以外にもテレビ・ラジオの番組ナレーションなどを担当
- 日高晤郎のスーパーサンデー（日曜 22:30～23:30） - 初代アシスタント
- どさんこワイド120・どさんこワイド212 - 1991年10月から2000年9月までキャスターを担当
- 北、再発見（日曜07：30～08：00） - 2001年9月30日まで、メインキャスターを担当
  - 北、再発見21（日曜10：55～11：25） - 2002年8月4日の最終回まで担当
- 朝6生ワイド - キャスターを担当
- 喜瀬ひろしのときめきワイド（月曜から金曜 12:00～16:00）
- 谷口祐子の元気ジンジン - パーソナリティ、
- 牧・谷口の夕やけジャーナル - パーソナリティー